# Boeing E-3 Sentry AWACS
E-3 Sentry  Airborne Warning And Control System (AWACS) este un avion de supraveghere care poate funcționa pe orice vreme. E-3 Sentry este un avion Boeing 707.